# Giovanni Borromeo
Giovanni Borromeo (Roma, 15 de diciembre de 1898 - ibidem, 24 de agosto de 1961) fue un médico italiano. En 2004, Yad Vashem lo reconoció como Justo entre las Naciones por salvar a cinco personas del Holocausto (Clotilde Almagià, Gina Almagià, Luciana Tedesco, Claudio Tedesco y Gabriella Ajo).

## Biografía
Giovanni Borromeo era hijo del conocido médico Pietro Borromeo. Mientras estudiaba medicina en la Universidad de Roma, fue reclutado en la Primera Guerra Mundial. A los 22 años, Borromeo se licenció en medicina. Según su hijo, en 1931 fue nombrado director del Ospedali Riuniti di Roma, pero se le prohibió aceptar el cargo porque no era miembro del Partido Fascista. Esta afirmación nunca ha sido corroborada por pruebas.
El 2 de diciembre de 1933, Borromeo se casó con Maria Adelaide Mangani. Tuvieron 3 hijos: Beatrice (1934), Pietro (1937) y Maria Cristina (1943).
Un año más tarde, en 1934, fue nombrado director del Ospedale Fatebenefratelli situado en la isla Tiberina, en el centro de Roma. El hospital, cuya renovación había comenzado en 1922, se transformó completamente, pasando de ser un antiguo hospicio médico a una infraestructura moderna y eficiente. El Fatebenefratelli era considerado una zona extraterritorial, ya que pertenecía a la Orden Hospitalaria de San Juan de Dios que lo había comprado en 1892 al Reino de Italia y lo hizo parte de su cadena mundial de hospitales.
Entre el personal médico se encontraban dos jóvenes médicos con una posición precaria, Vittorio Emanuele Sacerdoti y Adriano Ossicini: ambos dejaron los únicos recuerdos conocidos de la vida en el hospital durante la guerra. Sacerdoti era judío y sobrino del Profesor Almagià, maestro de Borromeo en la universidad. Ossicini era un antifascista católico que había eludido varias veces la prisión. En 1998 Sacerdoti concedió una larga entrevista en la Fundación Shoah y en 2005 Ossicini escribió un libro de memorias titulado Un'isola sul Tevere (Una isla en el Tíber).
El 8 de septiembre de 1943, después del armisticio entre Italia y las fuerzas armadas aliadas, sabemos a través de sus memorias que Fatebenefratelli se convirtió en refugio de fugitivos, carabineros, policías, desertores, resistentes, antifascistas y, finalmente, después de la liberación, incluso a republicanos fascistas.
Tanto Ossicini como Sacerdoti indican que, luego de los enfrentamientos armados del 8 de septiembre de 1943, un grupo de médicos del hospital se organizó en secreto para brindar asistencia médica a la resistencia. Sacerdoti afirma que, debido a que estaba "en peligro" de todos modos, a menudo lo enviaban a los bosques alrededor de Roma para atender a los partisanos heridos. Sobre todo, Sacerdoti cuenta que brindó atención y, cuando estaban disponibles, medicinas a muchos judíos que vivían en el antiguo gueto, al otro lado de la calle del hospital.
El Rey y el Ejército abandonaron Roma. Mussolini fue liberado por sus aliados alemanes y estableció la República Social Italiana (RSI) cuyo territorio se extendía desde el sur de Nápoles hasta los Alpes. El ejército no recibió órdenes precisas y muchos de sus comandantes siguieron a Pietro Badoglio y al Rey. Roma cayó bajo control alemán encabezado por Herbert Kappler. El prefecto Pietro Caruso asumió la administración de RSI, quien proporcionó a Kappler infraestructura, mano de obra e información. Además de las SS alemanas, había milicias fascistas y colaboradores por todas partes. La ciudad sufrió una grave escasez de alimentos. Después de la redada de 1.200 judíos el 16 de octubre de 1943, durante los nueve meses de ocupación, más de 1.000 judíos fueron denunciados y arrestados, y transportados al campo de concentración de Fossoli di Carpi y luego a Auschwitz.
Según la declaración de Sacerdoti para la Fundación Shoah, en la Fatebenefratelli hubo dos casos de ayuda a los judíos. Tanto Ossicini como Sacerdoti afirman que un pequeño grupo de judíos ingresó con el diagnóstico de la enfermedad de Koch, bastante común en aquellos días. Los médicos también se refirieron internamente a los pacientes fugitivos con "Koch" usando la letra clave "K", en referencia además al comandante alemán Arthur Kesselring. Ossicini atribuye la idea de la palabra clave "K" a Sacerdoti. Sacerdoti, sin embargo, lo recordó como una simple anécdota y cuando se le pidió que identificara la fuente de la palabra clave, respondió: "No sé, fue algo que dijo la gente, quizás el director".
Los recuerdos de Ossicini y Sacerdoti sobre el episodio de la ayuda a los judíos difieren sustancialmente en cuanto a fechas, número de personas y curso de los acontecimientos. Ambos difieren del libro del hijo de Borromeo sobre el rescate de los judíos por parte de su padre, que fue escrito en 2007, muchos años después de los demás. Sacerdoti y Ossicini dan crédito a Borromeo por su humanidad.
La participación de Borromeo en la resistencia no ha sido objeto de estudios y su nombre no aparece en ningún relato historiográfico importante. Según Ossicini, siempre había sospechado de la alianza católica con el régimen fascista y, en el momento de la ocupación alemana, se inclinó por la resistencia, aunque nunca participó activamente en ella. Según el hijo de Borromeo, junto con Maurizio Bialek, Borromeo mantuvo una radio en el sótano del hospital para mantener contacto con los partisanos, especialmente con su amigo cercano Roberto Lordi. En su entrevista, Sacerdoti sugirió que, en general, los médicos de Fatebenefratelli se mantuvieron siempre alejados de la política. Mencionó a Borromeo por su nombre solo una vez, definiéndolo como "un hombre muy católico".
Borromeo tenía estrechos vínculos con el Vaticano. Después de la guerra, entabló amistad con Alcide De Gasperi, también antifascista y con fuertes conexiones en el Vaticano, que fue Primer Ministro entre 1945 y 1953. Como miembro del Partido Demócrata Cristiano, se convirtió en Consejero de Salud Pública de la Municipalidad de Roma. Borromeo murió en el Fatebenefratelli en agosto de 1961.
Después de la guerra recibió una Medalla de plata al Valor Civil y, cuarenta y tres años después de su muerte, Yad Vashem lo reconoció como Justo entre las Naciones por proteger a la familia de su mentor, Marco Almajà.